# Sergej Borisov

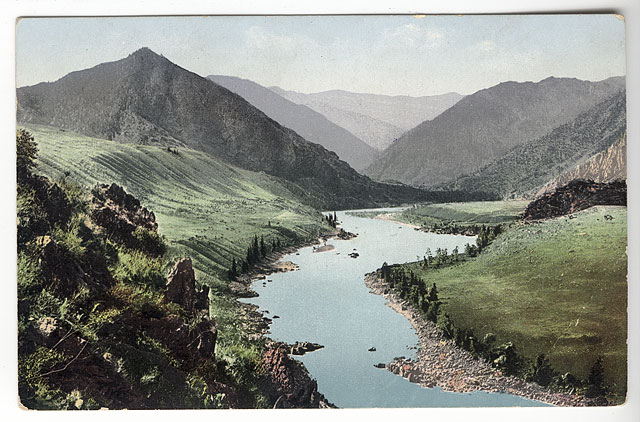
Sergej Borisov: Údolí řeky Katuň, asi 1911–1914

Sergej Ivanovič Borisov (rusky: Сергей Иванович Борисов; 15. října 1867 Simbirsk – 31. srpna 1931 Altajská republika) byl ruský fotograf známý svou sérií fotografií z pohoří Altaj z období 1907–1914.

## Život a dílo
Narodil se 15. října 1867 v Simbirsku v rodině nevolníků. Na konci 80. let 19. století se přestěhoval do Barnaulu, kde žádal o práci v operetě a dozvěděl se přitom o umělecké fotografii. Později si otevřel soukromý fotografický ateliér, který se stal nejoblíbenějším a největším ve městě.
V období mezi lety 1907 a 1914 pořídil velké množství fotografií během expedice na Altaj. V roce 1910 odešel do horských oblastí Altaje, kde navštívil i ty nejvzdálenější oblasti a exponoval přes 1500 fotografií, z nichž bylo více než 100 vybráno jako pohlednice, které zobrazovaly povahu a život obyvatel v Altaji včetně portrétů tamějších obyvatel. Z nich bylo více než 50 barevných a černobílých fotografií distribuováno stockholmskou společností Granberga do Evropy, kde pak byly expedovány různými vydavateli ve velkých vydáních.
Borisov zemřel 31. srpna 1931.

## Galerie

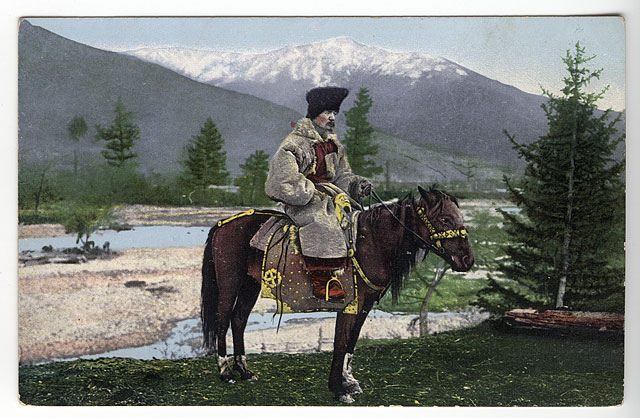
Altajský muž v národním kroji na koni, asi 1911–1914
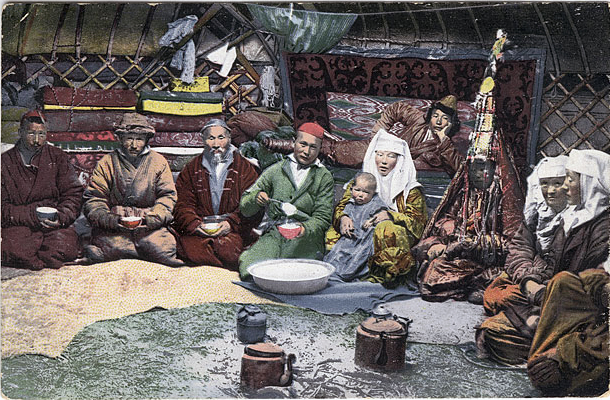
Uvnitř kazašské jurty, asi 1911–1914
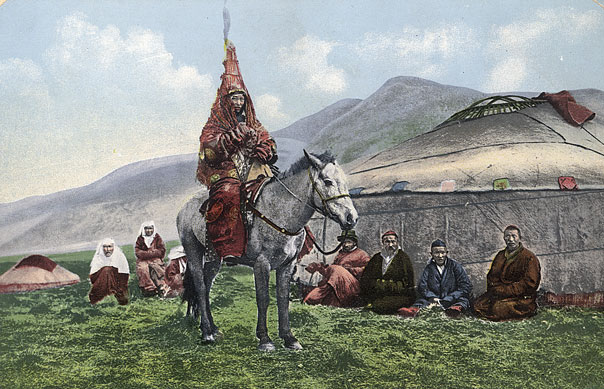
Kazašská žena ve svatebním šatu na koni, asi 1911–1914
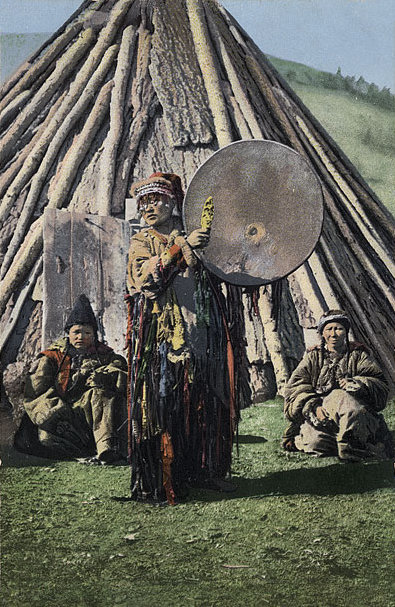
Altajský šaman s gongem, asi 1911–1914
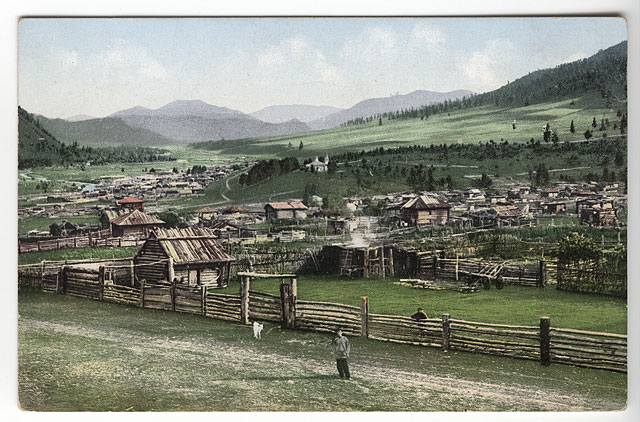
Vesnice Čerga, asi 1911–1914
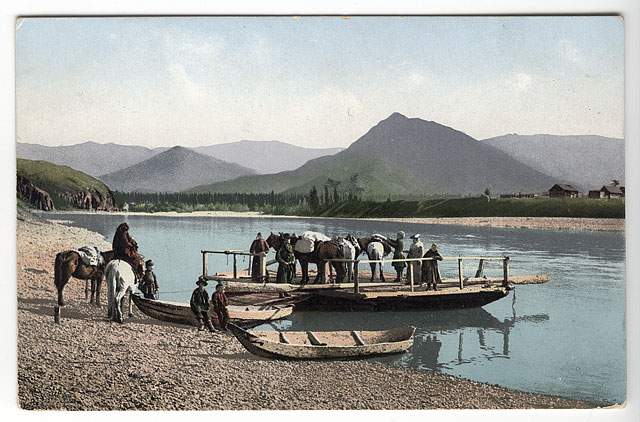
Převozník na řece Katuň poblíž města Nižnij Ujmon, asi 1911–1914
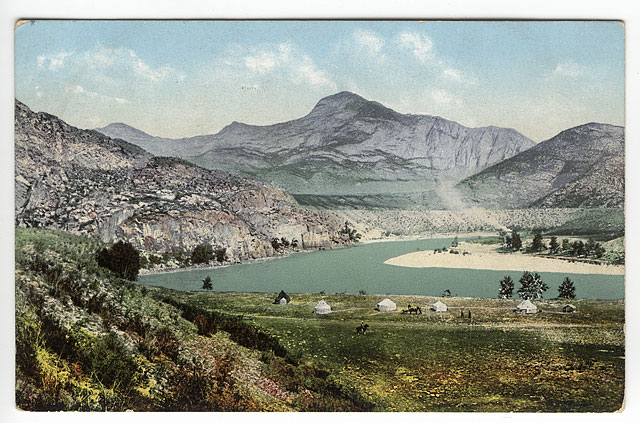
Kazašské jurty v údolí středního toku řeky Katuň, asi 1911–1914
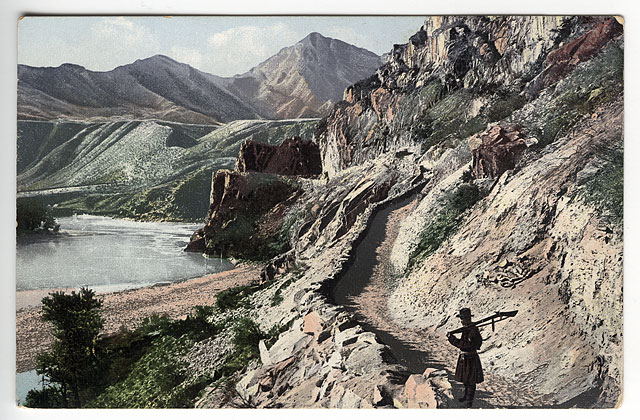
Čujská cesta, asi 1911–1914